# Miguel Alfonseca
Miguel Ángel Alfonseca (Santo Domingo, 25 de enero de 1942 - Santo Domingo, 6 de abril de 1994), fue un poeta, narrador, filósofo y hermetista de la República Dominicana.

## Biografía
Miguel Alfonseca realizó estudios en la Universidad de Santo Domingo, a finales de la Era de Trujillo, pero no los concluyó.
. Perteneció a la generación de los Independientes del 60 en la Literatura de la República Dominicana.
Junto a René del Risco Bermúdez, Armando Almánzar e Iván García inician en los 60 el grupo cultural «El Puño».
El Puño estuvo vinculado con el movimiento revolucionario Dominicano y fue de los primeros en denunciar la dictadura iniciada en 1966: ahora quieren imponer el bozal / los que pidieron la muerte / los que pidieron el degüello de retoños... / Los que furiosos crispaban como anciana hojarasca / porque al amanecer después de las matanzas / se oía el canto ronco de los hombres, /.../ esos ahora quieren imponer el silencio. (Miguel Alfonseca. A los que tratan de imponer el bozal).
Escribió su primer libro de poemas, "Arribo de la luz", dedicado a los caídos en la expedición del 14 de junio de 1959 durante el desembarco de Constanza, Maimón y Estero Hondo.
"Coral sombrío para invasores" llamó la atención en medio de la prisa y de los ideales atropellados de una generación sin salida. Una generación pedía a gritos libertad, libertad que Alfonseca finalmente alcanzaría en la Vida Filosófica Hermética, por la cual renunció a la vida pública.
De su vida en la hermética poco se conoce, excepto un escrito denominado "El Miguel Alfonseca que pocos conocieron", publicado en el Listín Diario de Santo Domingo. En esta publicación se pone de manifiesto que Miguel Alfonseca continuó cosechando éxito dentro de su vida espiritual y hasta escribió poemas que aún no han sido publicados. Alfonseca fue el primer Presidente de La Sociedad Hermética designado por su Fundador el Dr. Robert T. Browne quien es un reconocido Poeta y Filósofo de habla inglesa, aliado de Marcus Garvey. . La Sociedad Hermética Ubicada en Santo Domingo cayó en decadencia desde la ausencia de Alfonseca. Lo cual denota el gran aporte de Alfonseca en el mundo filosófico, dejando un vacío enorme en este movimiento que a la fecha no han podido igualar.
En el libro Historia y Antología de Ángel Flores de 1998, dedica un capítulo a Miguel Alfonseca y a "Los trajes Blancos han Vuelto". De igual manera lo hace el Libro "El Cuento Hispanoamericano en el Siglo XX. Parte II", Edición de Fernando Burgos.
Su obra literaria ha sido compilada por Miguel D. Mena bajo el título "Obra esencial", por Ediciones Cielonaranja en el 2012.

## Premios
En la Narrativa, su cuento “La Boca”  ganó el primer premio en 1966; además obtuvo mención honorífica con “El enemigo” en el concurso del grupo “La máscara”. En 1967 “Delicatessen” ganó segundo lugar. En 1971 "El suicidio” ganó un tercer lugar.

## Obras publicadas[5]
- Arribo de la luz (1965)
- La boca (1966)
- La guerra y los cantos (1967)
- El enemigo (1970)
- Isla o promontorio (1975)
- Obra esencial (2012)